# Зоран Калинић
Зоран Калинић (20. јул 1958, Суботица, СФРЈ) је бивши српски и југословенски репрезентативац у стоном тенису. Играо је левом руком. Тренутно ради као председник стонотениског савеза Србије.

## Каријера
Носилац је преко 15 медаља са Европских и Светских првенстава. Освајао је Првенство Балкана, међународно првенство Италије, Белгије, Енглеске, Румуније, многобројне турнире, Европску Супер лигу, итд. Освајач је титуле Светског и Европског првака у игри парова. Као члан Црвене звезде био је јунак југословенске репрезентације 1991. године у Чиби (Јапан), када је освојена сребрна медаља. У Звездином дресу постао је и двоструки Првак Југославије 1992. године у дублу и 1993. године у синглу.

## Остало
Његов син Никола је професионални кошаркаш и репрезентативац Србије.